# 1977-es Intervíziós Dalfesztivál
Az 1977-es Intervíziós Dalfesztivál volt az első Intervíziós Dalfesztivál, melynek a lengyelországi Sopot adott otthont. A pontos helyszín az Opera Leśna volt. A versenyre 1977. augusztus 24. és 27. között került sor.

## A helyszín és a verseny
A verseny pontos helyszíne a lengyelországi Sopotban található Opera Leśna volt, amely 4 400 fő befogadására alkalmas.
| Lengyelország Sopot |

A verseny előzménye az 1961-ben indult Sopot Nemzetközi Dalfesztivál volt, melynek Sopot először 1964-ben adott otthont.
A dalfesztivál történetében első és egyetlen alkalommal minden részt vevő ország egynél több dallal szerepelhetett a versenyen. A résztvevők közül csak Finnország és Jugoszlávia vett részt egy dallal. Érdekesség, hogy az Intervíziós Dalfesztivál legelső fellépője magyar volt.

## A résztvevők
Az első versenyen tizenegy ország, húsz előadó és huszonnyolc dal vett részt. A mezőnyt Bulgária, Csehszlovákia, Finnország, Jugoszlávia, Kuba, Lengyelország, Magyarország, a Német Demokratikus Köztársaság, Románia, Spanyolország és a Szovjetunió versenyzői alkották.
Magyarország két előadót küldött a versenyre: a Kati és a Kerek Perec, valamint Kovács Kati egyaránt két-két dalt énekelt a döntőben.

## A szavazás
A szavazásban a versenyző országok közül Bulgária, Csehszlovákia, Finnország, Kuba, Lengyelország, Magyarország, a Német Demokratikus Köztársaság, Románia, Spanyolország és a Szovjetunió vett részt, míg Jugoszlávia nem szavazott. Az Egyesült Királyság, Görögország, Hollandia, Portugália és Törökország is szavazott, annak ellenére, hogy nem szerepeltek a versenyen.

## Döntő
| #  | Ország        | Nyelv   | Előadó                        | Dal                                        | Magyar fordítás                        | Helyezés | Pontszám |
| -- | ------------- | ------- | ----------------------------- | ------------------------------------------ | -------------------------------------- | -------- | -------- |
| 01 | Magyarország  | magyar  | Kati és a Kerek Perec         | Egy dal neked Hinta                        | —                                      | 14.      | 20       |
| 02 | Szovjetunió   | orosz   | Roza Rymbaeva                 | Ozarenyije Tabunyi                         | Besugárzás Nyájak                      | 6.       | 38       |
| 03 | Bulgária      | bolgár  | Biszer Kirov                  | V moja szan Kraj na ljatoto                | Álmomban A nyár vége                   | 12.      | 23       |
| 04 | Kuba          | spanyol | Farah María                   | El recuerdo de aquel largo viaje Un cuento | Ama hosszú utazás emléke Egy történet  | 2.       | 150      |
| 05 | Magyarország  | magyar  | Kovács Kati                   | Elégia Ha legközelebb látlak               | —                                      | 16.      | 8        |
| 06 | Spanyolország | spanyol | Nubes Grises                  | Marinero Nace el sentimiento               | Tengerész Megszületik az érzés         | 18.      | 5        |
| 07 | Csehszlovákia | cseh    | Helena Vondráčková            | Lásko má já stůňu Malovaný džbánku         | Szerelmem, beteg vagyok Festett kancsó | 1.       | 174      |
| 08 | Bulgária      | bolgár  | Lili Ivanova                  | Hrizantemi                                 | Krizantémok                            | 4.       | 112      |
| 09 | Csehszlovákia | cseh    | Jiří Korn                     | Jak se člověk mýlí                         | Milyen rossz ember                     | 13.      | 22       |
| 10 | Finnország    | finn    | Kirka                         | Neidonryöstö                               | A lány elrablása                       | 15.      | 18       |
| 11 | Spanyolország | spanyol | José Vélez                    | Romántica                                  | Romantikus                             | 19.      | 4        |
| 12 | Jugoszlávia   | horvát  | Oliver Dragojević             | Majko, da li znaš                          | Anya, tudod?                           | 8.       | 31       |
| 13 | Kuba          | spanyol | Pedro Luis Ferrer             | Son de la suerte esdrújula                 | Kimondottan szerencsések               | 7.       | 36       |
| 14 | NDK           | német   | Frank Schöbel                 | O Lady                                     | Ó, hölgyem                             | 5.       | 39       |
| 15 | NDK           | német   | Kreis                         | Doch ich wollt es wißen                    | N/A                                    | 10.      | 25       |
| 16 | Lengyelország | lengyel | Maryla Rodowicz               | Kolorowe jarmarki                          | Színes vásárok                         | 11.      | 24       |
| 17 | Lengyelország | lengyel | Czerwone Gitary               | Nie spoczniemy                             | Nem adjuk fel                          | 3.       | 126      |
| 18 | Románia       | román   | Olimpia Panciu & Marius Țeicu | Niciodată nu e prea târziu                 | Soha sem késő                          | 9.       | 27       |
| 19 | Románia       | román   | Angela Similea                | Nici tu, nici eu                           | Sem te, sem én                         | 17.      | 7        |
| 20 | Szovjetunió   | orosz   | Vlagyimir Migulja             | Ave Marija Pobeda zsivet                   | Üdvözlégy A győzelem él                | 11.      | 24       |

## Zsűri
| - Lengyelország – Jan Krzyżanowski, Jerzy Gruza, Zbigniew Napierała, Jerzy Milan, Dariusz Retelski, Roman Waschko - Románia – Titus Muntenau - Bulgária – Mladen Mladenov, Georgi Ganev - Magyarország – Kalmár András, Mikle András - Csehszlovákia – Jiří Malásek - Szovjetunió – W. S. Salasov, Jurij Szaulszkij - Finnország – Jarmo Porola, Raimo Henrikson - Görögország – Tákisz Kambász | - Kuba – Manuel Riffat, Antonio Fomo - Német Demokratikus Köztársaság – Lothar Neugebauer, Heinz-Peter Hofmann - Hollandia – Harry de Groot - Egyesült Királyság – David Finch - Portugália – Thilo Krasmann - Törökország – Erkan Özerman - Spanyolország – Luis de Los Ríos |

## Térkép

Részt vevő országok

## Fordítás
Ez a szócikk részben vagy egészben  a(z)   Конкурс песни Интервидение 1977 című orosz Wikipédia-szócikk ezen változatának fordításán alapul.  Az eredeti cikk szerkesztőit annak laptörténete sorolja fel. Ez a jelzés csupán a megfogalmazás eredetét és a szerzői jogokat jelzi, nem szolgál a cikkben szereplő információk forrásmegjelöléseként.